# Art Parkinson
Art Parkinson (ur. 19 października 2001 w Moville) – irlandzki aktor, który wystąpił m.in. w filmie Dracula: Historia nieznana i serialu Gra o tron.

## Filmografia
| Rok           | Tytuł                      | Rola          | Reżyser          | Uwagi       |        |
| ------------- | -------------------------- | ------------- | ---------------- | ----------- | ------ |
| 2008          | Freakdog                   | młody Kenneth | Paddy Breathnach |             | [ 1 ]  |
| 2011–13, 2016 | Gra o tron                 | Rickon Stark  | różni reżyserzy  | 14 odcinków | [ 2 ]  |
| 2013          | Dark Touch                 | Peter         | Marina de Van    |             | [ 3 ]  |
| 2014          | Anomalia                   | Alex          | Noel Clarke      |             | [ 4 ]  |
| 2014          | Shooting for Socrates      | Tommy         | James Erskine    |             | [ 5 ]  |
| 2014          | Dracula: Historia nieznana | Îngeraș       | Gary Shore       |             | [ 6 ]  |
| 2014          | Love, Rosie                | Gary Dunne    | Christian Ditter |             | [ 7 ]  |
| 2015          | San Andreas                | Ollie Taylor  | Brad Peyton      |             | [ 8 ]  |
| 2016          | Kubo i dwie struny         | Kubo          | Travis Knight    | głos        | [ 9 ]  |
| 2017          | Zoo                        | Tom Hall      | Colin McIvor     |             | [ 10 ] |
| 2017          | Zabijam gigantów           | Dave          | Anders Walter    |             |        |
| 2018          | The Belly of the Whale     | Martin Lanks  | Morgan Bushe     |             |        |
| 2019, 2021    | The Bay                    | Rob Armstrong | różni reżyserzy  | 9 odcinków  |        |